# یواس‌اس ژیلت (دی‌ئی-۶۸۱)
یواس‌اس ژیلت (دی‌ئی-۶۸۱) (به انگلیسی: USS Gillette (DE-681)) یک کشتی بود که طول آن ۳۰۶ فوت ۰ اینچ (۹۳٫۲۷ متر) بود. این کشتی در سال ۱۹۴۳ ساخته شد.